# Les Compagnons de la Marjolaine (opéra-comique)
Pour l’article homonyme, voir Les Compagnons de la Marjolaine.
Les Compagnons de la Marjolaine est un opéra-comique en un acte, composé par Aristide Hignard sur un livret de Jules Verne et Michel Carré, créé au Théâtre-Lyrique le 6 juin 1855.

## Distribution
- Simplice, passeur du bac de Saint-Romans-sur-Isère
- Guerfroid, vigneron
- Landry, pastoureau
- Boniface, hôtelier
- Marceline, sa fille
- Dame Monique, sa femme

## Genèse de l’œuvre
La genèse des Compagnons de la Marjolaine remonte à 1853, année où fut créé, avec succès, le premier opéra-comique du trio Verne-Carré-Hignard, Le Colin-maillard, au Théâtre-Lyrique. Repris au cours de la saison suivante, il a même l'honneur d'être « cité » dans l'allégorie Le Présent et l'Avenir de Jules Seveste, directeur du même théâtre et dédicataire de l’œuvre, en clôture de saison.
Selon Jules Verne, devenu secrétaire du même théâtre, Seveste aurait alors commandé un autre ouvrage du même type, s'étant engagé à jouer une de ses pièces par an, au lieu de lui payer un salaire. Prévue avant l'été 1854, la création du nouvel ouvrage est retardée. Ainsi que Jules Verne l'écrit à son père : « M. Seveste et moi nous avons agité la question de savoir s'il fallait jouer ou non l'opéra avant la fermeture du théâtre ; et nous avons trouvé qu'il valait mieux attendre ; en effet, la troupe du Théâtre-Lyrique, dont les engagements finissent cette année, va être renouvelée entièrement pour le mois de septembre prochain ; si nous avions été joués avant, nous nous serions trouvés avec une pièce démontée à la réouverture, et c'eût été le diable pour la faire reprendre. »
La mort subite de Jules Seveste, le 30 juillet 1854 des suites du choléra alors que sa troupe était partie pour des représentations à Londres, fragilise encore plus la situation financière du théâtre qui ne jouit d'aucune subvention officielle. Une dizaine de personnes sollicitent alors sa reprise, dont le chef d'orchestre de la Comédie-Française, Jacques Offenbach. C'est le plus expérimenté, Émile Perrin (1814-1885), qui obtient le poste, malgré une opposition très vive de la part de la Société des auteurs et compositeurs dramatiques, alimentée par la presse : Perrin étant en même temps directeur de l'Opéra-Comique, on craint qu'il use de sa double fonction pour se défaire d'une concurrence importune.
Autant les relations avec Seveste avaient été chaleureuses, autant Jules Verne trouve le nouveau directeur « excessivement froid et réservé.Les Compagnons de la Marjolaine n'en est pas moins créé le 6 juin 1855 mais ne dépassera pas les 24 représenattions.

## Analyse

### Le livret
G. Héquet écrit : « Les auteurs ont tiré de ce sujet assez mince quelques scènes gaies et amusantes, sinon une pièce. Cela ne serait pas suffisant pour un vaudeville : mais il y a, comme dit Figaro, des accompagnements là-dessous. En somme, l'ouvrage a réussi. C'est tout ce que désiraient les auteurs, et personne ne leur demandera davantage. » L'ouvrage marque pourtant une très nette amélioration par rapport à son prédécesseur (Le Colin-maillard) et ce qui frappe avant tout, c'est la qualité des lyrics comme on dirait aujourd'hui, c'est-à-dire des textes en vers destinés à être mis en musique. La versification est plus libre, plus inspirée, plus musicale et, en bien des endroits, les mots suggèrent littéralement la musique. Le sujet est moins tarabiscoté : même si le nombre de scènes est sensiblement le même - en proportion de la longueur de l'acte -, l'action se déroule de façon plus linéaire. La psychologie des personnages est plus fouillée, car nous ne sommes plus en présence d'une pasquinade, d'un sujet à stéréotypes passéistes, mais d'une pièce réaliste. Tout au plus comprend-on moins bien que ces brise-tout que sont les compagnons de la Marjolaine fassent aussi radicalement volte-face.

### La musique
Toujours L'Illustration, G. Héquet distribua équitablement les blâmes et les félicitations au jeune compositeur. Constatant que le public avait été plus satisfait de la deuxième pièce que de la première, il loua les qualités de la partition : netteté, franchise, unité du discours musical, « qui ne sent jamais l'effort », style naturel, allure vive, entrain et gaieté. « Il a même, de temps en temps, de la tendresse et de la grâce, notamment dans le petit air qui sert d'introduction à son opérette. De plus, il instrumente fort bien, n'abuse pas des trombones, ne s'embarasse pas dans des détails d'orchestre, n'étouffe pas les voix sous la symphonie. » Enfin, il y aurait « un bon sentiment harmonique », « une certaine dose d'invention mélodique, de l'esprit et du bon sens. » Revers de la médaille : Hignard « ne laisserait rien à désirer, s'il avait habituellement un peu plus d'élégance, si, en s'efforçant d'être vrai, il savait toujours éviter d'être trivial. » Puis il l'attaque sur certains airs trop violents et bruyants, alors que le texte, justement, réclame cette violence et ce bruit. « Cela est vrai, sans doute, mais d'une vérité trop matérielle et trop brutale », conclut le rédacteur.
La partition complète d'Hignard en deux exemplaires est conservée aux Archives municipales de Nantes (2 R 289). Le premier exemplaire est une partition d'orchestre composée d'un grand cahier oblong de 77 folios écrits en grande partie recto-verso. Le second est une partition d'orchestre en 22 cahiers de 219 folios écrits recto-verso. La voix pour violoncelle insique : « 1re représentation à Nantes le 12 janvier 1856 » et « 55 minutes ».

## Publication
- Les Compagnons de la Marjolaine, Michel Lévy frères, 1855 ; rééd. dans le Bulletin de la Société Jules Verne no 143, 3e trimestre 2002. La partition n'a jamais été publiée.